# 是空とおる
是空 とおる（ぜくう とおる、1973年9月8日 - ）は、日本の作家、漫画家、脚本家、ゲームプロデューサー。神奈川県出身。本名は高野 信二（たかの しんじ）。総合グッズ・企画メーカーである株式会社アクシアの代表を務める。身長172cm、体重72kg。血液型はAB型。

## 人物
- 企画ディレクションなどのクレジットでは本名表記されることがある。
- 本職は漫画家だが、ブシロードが展開するトレーディングカードゲーム「ChaosTCG」[2][3]のアソシエイトプロデューサーを務める[1]などゲームのプロデュースを手がけているほか、アルファ・システムが製作したシューティングゲーム「式神の城III」の開発にも参加している[4]。
- 「佐藤ひろ美のコミデジ」の「ヒロミ漫画家になりたい」のアシスタントを担当していた。
- 声優マネージャーをしていた時期があり、宮村優子の担当もしたことがある。
- 芝村裕吏主宰のオンラインTRPG、電網適応アイドレスにて「是空とおる」名義で参加している

## 主な仕事
構成作家
- 剣風伝奇ベルセルク

グッズ制作
- 未来蜂歌留多商会（トレカ/アーティストコレクション・VIP）他数社

コンシューマーゲーム
- 式神の城III Wii版・Xbox 360版（製作協力）（製作：アルファ・システム 発売：アークシステムワークス）

漫画（アンソロジー）
- 高機動幻想ガンパレード・マーチ 4コママンガ劇場（2 - 5巻に参加）
- To Heart 4コママンガ劇場（4 - 7巻に参加）
- ガンパレード・マーチ ―高機動幻想（第2集）（スーパーコミック劇場〈Vol.43〉）
- 電撃ガンパレード・マーチTHE COMIC (Dengeki comics EX)

漫画原作
- 式神の城（脚本）（原作：アルファ・システム 漫画：たかなぎ優名）全3巻
- 式神の城ねじれた城編（脚本）（原作：アルファ・システム 漫画：たかなぎ優名）全8巻
- トリニティ×ヴィーナス（原作）（漫画：合鴨ひろゆき）全4巻
- 四季使い（原作）（漫画：たかなぎ優名）全13巻

TRPGリプレイ出演
- Aの魔法陣 ルールブック（著：芝村裕吏）
- Aの魔法陣 ルールブック 〜ガンパレード・マーチ篇〜（著：芝村裕吏）
- トリニティ×ヴィーナスSRS（クロスソード・オメガ）

その他出版物
- Aの魔法陣リプレイブック 〜ガンパレード・マーチ篇〜（編集）（著：芝村裕吏、アルファ・システム）
- ささやきのモノクローム―Replay:トリニティ×ヴィーナスSRS（原作）（著：三輪清宗）
- トリニティ×ヴィーナスSRS（原作）（著：三輪清宗 ビジュアライズ：合鴨ひろゆき）
- Victory In Progress Supplement:トリニティ×ヴィーナスSRS（原作）（著：三輪清宗 ビジュアライズ：合鴨ひろゆき）
- 欺きのウォーシンドローム Replay:トリニティ×ヴィーナスSRS（原作）（著：三輪清宗 ビジュアライズ：合鴨ひろゆき）
- 南極大戦 -Tower×Vabel-　Supplement:トリニティ×ヴィーナスSRS（原作）（著：三輪清宗 ビジュアライズ：合鴨ひろゆき）

## ラジオ
- 佐藤ひろ美のコミデジ（ラジオ関西、音泉：2005年12月2日 - 2006年3月31日）
- 佐藤ひろ美のコミデジ+（ラジオ関西、音泉：2006年4月11日 - 6月27日）
- ChaosTCG おれよめラジオ（HiBiKi Radio Station：2009年3月31日 - 2014年9月30日）

### 不定期出演
- アイエフ放送局（音泉／オトメくんZ名義出演）